# Орвал (сирене)
 Тази статия е за сиренето Орвал.  За бирата със същата марка вижте Орвал (бира).  
Орвал (на френски: Fromage d'Orval) е белгийско меко сирене от краве или овче мляко.
Сиренето се прави от монасите в траписткото абатство Орвал в селището Villers Devant Orval, днес част от гр.Флоранвил, окръг Виртон, провинция Люксембург, Южна Белгия. Абатството е част от Ордена на цистерцианците на строгото спазване.
Производството на сиренето започва през 1928 г., само 2 години след възстановяване на абатството през 1926 г. Прави се от пастьоризирано пълномаслено краве или овче мляко от местните ферми за млечни продукти. Това е пресовано неварено полумеко сирене, с естествено измита кора. В Белгия това сирене, попада в категорията на сирената наречени Plateau.
Сиренето се продава с марката Orval и носи логото „Автентичен трапистки продукт“ на „Международната трапистка асоциация“ (ITA), което гарантира, че продуктът е произведен в трапистко абатство от или под контрола на монасите.